# Adriano Politi
Adriano Politi o Puliti (San Quirico d'Orcia, 1542 – Sarteano, 15 gennaio 1625 circa) è stato un umanista, traduttore ed erudito italiano.

## Biografia
Nato a Siena nel 1542, fu ordinato sacerdote in seguito alla morte del padre. Membro dell’Accademia degli Accesi e di quella degli Intronati, fu intimo amico dei maggiori eruditi senesi della sua generazione, come Bellisario Bulgarini e Scipione Bargagli. Trascorse la maggior parte della sua vita a Roma come segretario dei cardinali Capizucchi, Serbelloni, Cornaro e Aldobrandini. Aperto sostenitore del volgare senese, tradusse in senese le opere di Tacito (Annali et istorie, Roma, Zannetti, 1603, ristampati nel 1604 e nel 1611, con l'aggiunta delle due operette de’ costumi de’ Germani, e della vita d’Agricola e più volte riediti), e fu autore di un Dittionario toscano (Roma, Ruffinelli, 1614), in cui si sintetizza il Vocabolario degli Accademici della Crusca, svolgendone in senese le voci più marcatamente fiorentine.